# Quatre tranchées du Premier soulèvement serbe à Kremna
Les quatre tranchées du Premier soulèvement serbe à Kremna (en serbe cyrillique : Четири шанца из првог устанка на платоу села Кремна ; en serbe latin : Četiri šanca iz prvog ustanka na platou sela Kremna) se trouvent à Kremna, sur le territoire de la Ville d'Užice et dans le district de Zlatibor, en Serbie. Elle est inscrite sur la liste des monuments culturels protégés de la République de Serbie (identifiant no SK 2101).